# Карл Юліус Белох
Карл Юліус Белох (нім. Karl Julius Beloch; * 21 січня 1854, Печкендорф, Сілезія — 1 грудня 1929, Рим) — німецький історик, антикознавець; прихильник теорії циклічності цивілізацій.
Здобув ступінь доктора історичних наук у Гейдельберзькому університеті Рупрехта-Карла. Професор університету в Римі (1879). Досліджуючи історію Стародавньої Греції та Риму, Белох цікавився соціально-економічними відносинами і першим застосував статистичний метод при дослідженні економіки давнини. Розробляв статистику народонаселення античного світу, а також Італії середньовічного і нового часу.
Белох вважав, що у Стародавній Греції після первісного періоду настав феодалізм — так зване, «грецьке середньовіччя», яке в 6 столітті до н. е. почало змінюватися капіталізмом, який досяг розвитку в 5 і 4 столітті до н. е. і особливо в елліністичний період і добу римського панування. Він ототожнював фактичне становище рабів з положенням робітників у капіталістичному суспільстві, а майстерні ремісників — з капіталістичними фабриками. Основу історичного процесу Белох вбачав у розвитку духовної культури.

## Основні праці
- Griechische Geschichte («Грецька історія», в двох томах) (рос.) — чи не єдина праця з історії архаїчної та класичної Греції, яка не обмежується виключно історією Афін та Спарти. У «Грецькій історії» подана історія Стародавньої Греції в цілому, з якої можна довідатися про розвиток подій у Мілеті, Віза́нтії, Мегарах, Коринфі, Сікіоні, Сіракузах, Акраганті, Беотії, Фессалії, Фокіді, Арголіді, на Керкірі, Евбеї, Самосі, Лесбосі та інших полісах, областях і островах Греції.
- Die Attische Politik Seit Perikles(нім.)
- Der italische Bund unter Roms Hegemonie [Архівовано 5 липня 2014 у Wayback Machine.](нім.)
- Die bevölkerung der griechisch-römischen welt [Архівовано 5 липня 2014 у Wayback Machine.](нім.)